# Linpus

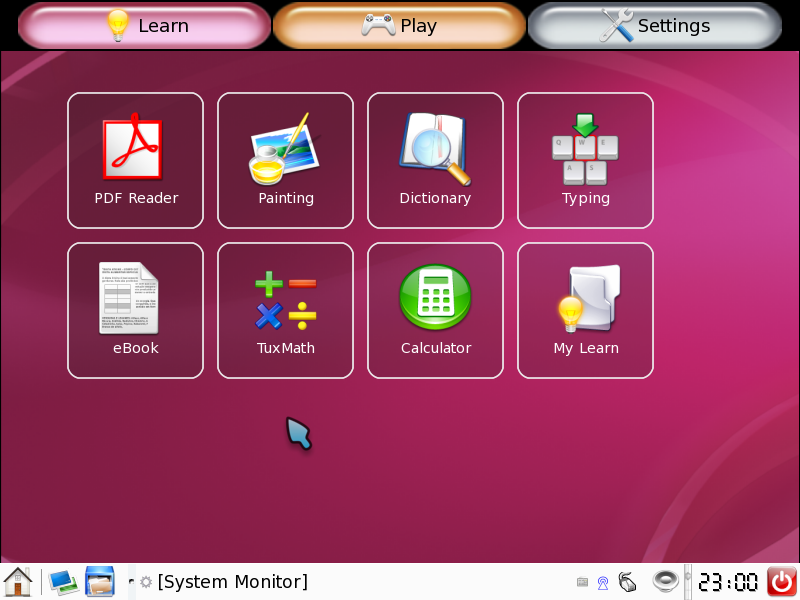

Linpus — заснований на Fedora дистрибутив операційної системи на ядрі Linux, розроблений тайванською компанією Linpus Technologies Inc.
Дистрибутив створений з акцентом для азійського ринку, з повною підтримкою Unicode для китайської та японської мов. Спеціальна версія Linpus Lite була написана для запуску на пристроях з низькою продуктивністю, таких як Ultra-Mobile PC. Система має icon- і tab- орієнтований «Простий режим» (англ. «Simple mode»), розрахований на новачків; і звичайний режим (англ. «PC mode»), наближений до настільних операційних систем, таких як Microsoft Windows.
Система може з успіхом працювати на мобільних пристроях з невеликою роздільною здатністю екранів, таких як VGA (640x480). Також є версія для звичайних настільних комп'ютерів і серверів, яка називається Linpus Media Center (позиціонується як мультимедійна версія). Media Center пропонує «Upgrade pack» для легального використання кодеків DVD, MP3, WMV та інші невільні кодеки.